# Замовлення на закупівлю
Замовлення на закупівлю (англ. purchase order) — це усталена в комерційному обігу форма ділової кореспонденції, яку замовник товарів чи послуг направляє постачальнику із зазначенням в ній типу, кількості, якості, ціни та іншої інформацію про товари чи послуги, які є предметом угоди. В професійній закупівельній діяльності замовлення на закупівлю часто формулюється покупцем як пропозиція (Оферта) продавцеві поставити товари, виконавцеві — надати послуги, підрядникові — виконати роботу.
Оскільки таке Замовлення містить безпосередньо (або посиланням на інші документи, якими осторони до цього обмінювалися) суттєві умови пропонованої угоди, а саме: предмет, ціну тощо і виражає намір покупця вважати себе зобов'язаним, то прийняття такої пропозиції чи то шляхом прямого повідомлення, чи шляхом вчинення дій, що свідчать про таке прийняття, є укладанням договору у спрощеній формі в розумінні ч. 1 ст.181 Господарського Кодексу України.
Замовлення на закупівлю стає обов'язковим для двох сторін після прийняття його постачальником.
Говорячи спрощено, замовлення на закупівлю повинно мати графи, які відповідають на такі питання:
- ЩО − точний опис товару, марка;
- СКІЛЬКИ − кількісний складник;
- ЯКИЙ − опис специфічних характеристик;
- ЧИЙ − виробник матеріалу;
- КОЛИ − на яку дату слід поставити;
- КУДИ − місце доставки;
- ЯКЕ — вид упакування й тари;
- ЯК — умови поставки;
- ЗА СКІЛЬКИ Й ЯК — ціна та умови оплати;
- ХТО КУПУЄ − реквізити компанії-покупця;
- ХТО ПОСТАВЛЯЄ − реквізити компанії-покупця. (прим. Можливо продавця/постачальника?)

Тобто — конкретні умови тієї чи іншої поставки/послуги/роботи.
Дуже поширеним в більшості країн з ринковою економікою є посилання у Замовленні на закупівлю на інші — так звані "загальні умови"  (англ. General Terms and Conditions) придбання товарів та послуг покупця. Наприклад: «До цього Замовлення застосовуються Умови придбання товарів та послуг, що викладені на звороті…». Безумовне прийняття (акцепт) такого Замовлення буде означати згоду продавця і з цими загальними умовами.